# 전의 궁인
전의 궁인(全義 弓人)은 세종특별자치시에서 지정한 무형문화재 제1호이다. 전통 활 제작자인 주장응씨는 1974년 국가지정 중요 문화재(제47호) 김장환(1909~1984) 선생의 문하로 들어가 활 기술을 배웠으며, 1979년 독립해 각궁(角弓)제작에 매진해 왔다. 
2010년 9월 14일 충청남도로부터 무형문화재(43호) 보유자 인증서를 받았다. 2012년 7월 1일 세종특별자치시 출범에 따라 지정이 해제되었으나, 2012년 12월 21일 세종특별자치시에서 세종특별자치시의 무형문화재 제1호로 재지정되었다.

## 개요
궁시장이란 활과 화살을 만드는 기능과 그 기능을 지닌 사람을 일컫는 말로 활을 만드는 사람을 궁장, 화살을 만드는 사람을 시장이라 칭하며 우리나라에서는 1971년 9월 13일 김장환을 궁시장 중요 무형문화재 47호로 지정하여 그 전통을 이어오고 있다. 주장응은 고 김장환과의 인연으로 그의 문하에 들어가서 40여년 동안 각궁제작에만 전념했고, 현재는 두 명의 수제자를 키워 각각 경기도 안산과 광주에서 각궁을 제작하고 있다.

## 같이 보기
- 국궁

## 참고자료
- 전의 궁인 - 국가유산청 국가유산포털